# Campeonato Europeo de Patinaje de Velocidad sobre Hielo de 2019
El CXII Campeonato Europeo de Patinaje de Velocidad sobre Hielo se celebró en Collalbo (Italia) del 11 al 13 de enero de 2019 bajo la organización de la Unión Internacional de Patinaje sobre Hielo (ISU) y la Federación Italiana de Patinaje sobre Hielo.
Las competiciones se realizaron en la Arena Ritten de la ciudad italiana.

## Resultados

### Masculino
| Evento                      | Oro                                       | Plata                                       | Bronce                                         |
| --------------------------- | ----------------------------------------- | ------------------------------------------- | ---------------------------------------------- |
| 500 m (12.01)               | Haralds Silovs Letonia 36,330 s           | Håvard Bøkko · Noruega · 36,360 s           | Sverre Lunde Pedersen · Noruega · 36,420 s     |
| 1500 m (13.01)              | Sven Kramer · Países Bajos · 1:45,91      | Patrick Roest · Países Bajos · 1:46,40      | Sverre Lunde Pedersen · Noruega · 1:46,65      |
| 5000 m (12.01)              | Sven Kramer · Países Bajos · 6:17,661     | Patrick Roest · Países Bajos · 6:18,217     | Sverre Lunde Pedersen · Noruega · 6:20,592     |
| 10 000 m (13.01)            | Patrick Roest · Países Bajos · 13:26,     | Sven Kramer · Países Bajos · 13:26,         | Douwe de Vries · Países Bajos · 13:35,872      |
| Clasificación total (13.01) | Sven Kramer · Países Bajos · 150,103 pts. | Patrick Roest · Países Bajos · 150,199 pts. | Sverre Lunde Pedersen · Noruega · 150,836 pts. |

### Femenino
| Evento                      | Oro                                              | Plata                                              | Bronce                                         |
| --------------------------- | ------------------------------------------------ | -------------------------------------------------- | ---------------------------------------------- |
| 500 m (11.01)               | Antoinette de Jong · Países Bajos · 39,19 s      | Yelizaveta Kazelina · Rusia · 39,26 s              | Francesca Lollobrigida · Italia · 39,56 s      |
| 1500 m (12.01)              | Antoinette de Jong · Países Bajos · 1:57,035     | Francesca Lollobrigida · Italia · 1:57,996         | Martina Sáblíková · República Checa · 1:58,073 |
| 3000 m (11.01)              | Antoinette de Jong · Países Bajos · 4:08,075     | Martina Sáblíková · República Checa · 4:08,226     | Francesca Lollobrigida · Italia · 4:11,282     |
| 5000 m (12.01)              | Martina Sáblíková · República Checa · 7:03,880   | Antoinette de Jong · Países Bajos · 7:13,734       | Carlijn Achtereekte · Países Bajos · 7:15,314  |
| Clasificación total (12.01) | Antoinette de Jong · Países Bajos · 162,918 pts. | Martina Sáblíková · República Checa · 164,064 pts. | Francesca Lollobrigida · Italia · 164,937 pts. |

## Medallero
- Solo se otorgan medallas en la clasificación general.

| Núm. | País            | Oro | Plata | Bronce | Total |
| ---- | --------------- | --- | ----- | ------ | ----- |
| 1    | Países Bajos    | 2   | 1     | 0      | 3     |
| 2    | República Checa | 0   | 1     | 0      | 1     |
| 3    | Italia          | 0   | 0     | 1      | 1     |
| 3    | Noruega         | 0   | 0     | 1      | 1     |
|      | TOTAL           | 2   | 2     | 2      | 6     |